# Aristeidīs Karasavvidīs
Aristeidīs Karasavvidīs, noto anche come Arīs (in greco; Αριστείδης "Άρης" Καρασαββίδης; Dafni, 13 marzo 1965), è un ex calciatore greco, di ruolo attaccante.

## Carriera

### Club
Ha militato nel PAOK, nell'Apollon Smyrnis e nel Lamia.

### Nazionale
Ha militato nella nazionale Under-21 di calcio della Grecia, con cui ottenne il titolo di capocannoniere del campionato europeo di calcio Under-21 1988, e cinque presenze con la nazionale maggiore.

## Palmarès

### Individuale
- Miglior marcatore dell'Europeo Under-21: 1

1988 (5 reti)